# Claude Larre
Claude Larre (* 28. August 1919 in Pau (Basses-Pyrénées); † 14. Dezember 2001 in Paris, Île-de-France) war ein französischer Jesuit, Sinologe und Philosoph.

## Leben
Larre wurde am 28. August 1919 in Pau im Südwesten Frankreichs geboren. Er trat 1939 der Gesellschaft Jesu bei, nachdem er in Paris Jura studiert hatte. Er ging 1947 nach China und studierte die chinesische Sprache und Kultur. Er wurde 1952 in Shanghai zum römisch-katholischen Priester geweiht, kurz bevor er vom kommunistischen Regime vertrieben wurde. Danach verbrachte er eine Zeit auf den Philippinen, in Japan und vor allem neun Jahre in Vietnam, wo er Professor an den Universitäten von Saigon und Đà Lạt war. Zurück in Paris schrieb er 1965 eine Dissertation in Sinologie (über das 7. Kap. des Huainanzi) und wurde dann Professor für Chinesische Philosophie an der École pratique des hautes études, am Centre Sèvres und am Institut Catholique de Paris (ICP).
1972 gründete er das Pariser Ricci-Institut (Institut Ricci de Paris), 1976 dann zusammen mit Jean Schatz (1919–1984) und Élisabeth Rochat de la Vallée die École Européenne d'Acupuncture (Europäische Schule für Akupunktur). Während zahlreicher Reisen nach Taiwan koordinierte Larre die beiden Ricci-Institute (in Paris und Taipeh) und beteiligte sich an der Ausarbeitung des Grand Dictionnaire Ricci de la langue chinoise, des größten chinesisch-französischen Wörterbuchs, das jemals angefertigt wurde. 1999 erschien der Petit Ricci, dann kurz nach seinem Tod wurde der Grand Ricci veröffentlicht.
Seine Herangehensweise an die Sinologie beruht sowohl auf einer philologischen als auch sprachwissenschaftlichen Beschäftigung, aber auch auf einem praktischen Verständnis der chinesischen Kultur.
Larre ist Verfasser zahlreicher Broschüren mit Übersetzungen und Kommentaren zu chinesischen Klassikern aus dem Institut Ricci de Paris. Viele seiner Bücher schrieb er zusammen mit seiner Co-Autorin Élisabeth Rochat de La Vallée, andere zusammen mit anderen Autoren.
Der 33. TCM-Kongress der Arbeitsgemeinschaft für Klassische Akupunktur und Traditionelle Chinesische Medizin e. V. vom 7. – 12. Mai 2002 in Rothenburg ob der Tauber beispielsweise war Claude Larre gewidmet.

## Publikationen (Auswahl)
- Übersetzung und Kommentierung des Taoteking, Desclée de Brouwer, 1977, rééd. 2002
- zusammen mit Élisabeth Rochat de La Vallée und Isabelle Robinet, kommentierte Übersetzung Les Grands Traités du Huainanzi, Les Éditions du Cerf, 1992, ISBN 2-204-04652-3 et Institut Ricci ISBN 2-9505602-2-9
- zusammen mit Jean Schatz, Structures de l'acupuncture traditionnelle, Maisonneuve 1979, rééd. Desclée De Brouwer 1994.
- Les Chinois. Esprit et comportement des Chinois comme ils se révèlent par leurs livres et dans la vie des origines à la fin de la dynastie Ming, 1644. Avant-propos de Jacques Guillermaz. Préf. de Léon Vandermeersch. Paris, Ed. Lidis, 1981
- Trois racines dans un jardin (La Joie de lire, 2000)
- zusammen mit Élisabeth Rochat de La Vallée: Die Bewegungen des Herzens. Psychologie der Chinesen. Müller & Steinicke, 2002, ISBN 3-875-69187-3